# Запоже
Запоже (пол. Zaporze) — село в Польщі, у гміні Радечниця Замойського повіту Люблінського воєводства.
Населення — 386 осіб (2011).
У 1975-1998 роках село належало до Замойського воєводства.

## Демографія
Демографічна структура станом на 31 березня 2011 року:
|          | Загалом | Допрацездатний вік | Працездатний вік | Постпрацездатний вік |
| -------- | ------- | ------------------ | ---------------- | -------------------- |
| Чоловіки | 187     | 29                 | 127              | 31                   |
| Жінки    | 199     | 34                 | 104              | 61                   |
| Разом    | 386     | 63                 | 231              | 92                   |